# The School Nurse Files
The School Nurse Files (en anglais : Les dossiers de l'infirmière scolaire, hangeul : 보건교사 안은영 ; RR : Bogeongyosa Aneunyeong, littéralement « l'infirmière scolaire Ahn Eun-young ») est une série télévisée de comédie surnaturelle sud-coréenne en six épisodes, d'après le roman de  Chung Serang, sortie sur le réseau Netflix le 25 septembre 2020.

## Synopsis
Depuis toute petite, Ahn Eun-young est capable de voir les traces des sentiments que les gens éprouvent, sous la forme de gelées visqueuses. Adulte, elle travaille comme infirmière scolaire dans un lycée, où elle emploie son don pour soigner les élèves. Elle fait la rencontre du petit-fils du fondateur du lycée, qui enseigne les caractères chinois, Hong In-pyo. Elle voit qu'il semble entouré d'une bulle qui le prémunit contre les gelées.

## Distribution
- Jung Yu-mi (VF : Audrey Sourdive) : Ahn Eun-young, une infirmière scolaire
- Nam Joo-hyuk (VF : Julien Allouf) : Hong In-pyo, un professeur de caractères chinois
- Moon So-ri : Hwa-soo, directrice de l'institut d'acupuncture et amie d'Eun-young
- Choi Joon-Young (VF : Arthur Raynal) : Kim Kang-Sun
- Joo Yeon-Woo (VF : Bastien Bourlé) : le Poulpe
- Teo Yoo (VF : Nessym Guetat) : McKenzie

 Source et légende : version française (VF) sur RS Doublage